# Cainiella johansonii
Cainiella johansonii är en svampart som först beskrevs av Rehm, och fick sitt nu gällande namn av E. Müll. 1957. Enligt Catalogue of Life ingår Cainiella johansonii i släktet Cainiella,  och familjen Hyponectriaceae, men enligt Dyntaxa är tillhörigheten istället släktet Cainiella,  och familjen Sydowiellaceae. Arten är reproducerande i Sverige. Inga underarter finns listade i Catalogue of Life.